# Melitaea terracina
Melitaea terracina är en fjärilsart som beskrevs av Hans Fruhstorfer 1917. Melitaea terracina ingår i släktet Melitaea och familjen praktfjärilar. Inga underarter finns listade i Catalogue of Life.